# Pam van der Laan
Pam van der Laan (Blaricum, 26 september 2003) is een Nederlands hockeyspeelster. In clubverband is ze actief als verdediger bij Pinoké. Sinds 2022 speelt Van der Laan voor de Nederlandse hockeyploeg.

## Biografie
Van de Veerdonk komt uit voor Pinoké in de Hoofdklasse. In maart 2024 verlengde ze haar contract bij de club.
Van der Laan debuteerde in 2022 in de Nederlandse hockeyploeg in een Hockey Pro League 2021/22 wedstrijd tegen de Indiase hockeyploeg in Bhubaneswar. Door de coronapandemie was het toernooi verplaatst naar vlak voor de Euro Hockey League, waardoor Van der Laan onderdeel uitmaakte van een gelegenheidsselectie volledig bestaande uit debutanten. Drie jaar later maakte Van der Laan voor de tweede keer haar oranjedebuut in een wedstrijd tegen Australië. Voor haar debuut in de Nederlandse hockeyploeg kwam ze uit voor Jong Oranje. Op het EuroHockey junioren kampioenschap in Gent, won Van der Laan een bronzen medaille.
In 2025 mocht Van der Laan voor haar land aantreden op het EK 2025 in Mönchengladbach, Duitsland, haar eerste eindtoernooi.